# Dieffenthal
Dieffenthal település Franciaországban, Bas-Rhin megyében. Lakosainak száma 267 fő (2022. január 1.). Dieffenthal Dambach-la-Ville és Scherwiller községekkel határos.

## Népesség
A település népességének változása:
| Lakosok száma | 255  | 259  | 260  | 256  | 254  | 253  | 251  | 249  | 267  |
|               | 2013 | 2015 | 2016 | 2017 | 2018 | 2019 | 2020 | 2021 | 2022 |